# Arroyo Concepción
Arroyo Concepción – miasto w Boliwii, w departamencie Santa Cruz, w prowincji Germán Busch.